# さよならも言わずに
「さよならも言わずに」（さよならもいわずに）は1990年3月21日に発売された崎谷健次郎の通算8枚目のシングル。「冬の時計台」（ふゆのとけいだい）をカップリング曲に収録している。

## 解説
プロデュースは、崎谷健次郎。
アルバム『ただ一度だけの永遠』の先行シングルとして発売された。

## 収録曲
作詞・作曲・編曲：崎谷健次郎（特記以外）
1. さよならも言わずに
作詞：松井五郎／編曲：崎谷健次郎・武部聡志4th.アルバム『ただ一度だけの永遠』には、クレジットに記載がないがremixバージョンが収録されている。
4th.ベスト・アルバム『崎谷健次郎 GOLDEN☆BEST』には前述のremixバージョンが収録されている。
6th.インストゥルメンタル・アルバム『KENJIRO SAKIYA MUSIC BOX vol.1 〜pastel spring〜』にはオルゴールバージョンが収録されている。
2. 冬の時計台
弦編曲：倉田信雄
4th.アルバム『ただ一度だけの永遠』に収録されている。

## 参加ミュージシャン
さよならも言わずに
- コンピューター・プログラミング、ボーカル、コーラス：崎谷健次郎
- シンセサイザー・オペレーター：大竹徹夫・遠山淳
- ピアノ、キーボード、ストリングス・コンダクター：武部聡志
- ドラム：江口信夫
- ベース：高水健司
- エレクトリック・ギター：是永巧一
- アコースティック・ギター：吉川忠英
- ストリングス：Joe Strings

冬の時計台
- コンピューター・プログラミング、キーボード、コーラス：崎谷健次郎
- シンセオペレーター：大竹徹夫
- ドラム：江口信夫
- ベース：高水健司
- エレクトリック・ギター：鳥山雄司
- パーカッション：木村誠
- ストリングス：ロイヤル・フィルハーモニック・オーケストラ
- ストリングスコンダクター：倉田信雄

## ディスクジャケット
CDジャケットには、滞在中のロンドンで撮影された写真が採用されている。デザイン & アート・ディレクターは熊野明。